# Marie-Hélène Bettini
Pour les articles homonymes, voir Bettini.
Marie-Hélène Bettini (Rome, 6 janvier 1814 - Rome, 21 décembre 1894) est une religieuse italienne fondatrice des Filles de la divine providence de Rome et reconnue vénérable par l'Église catholique.

## Biographie
Hélène Bettini naît le 6 janvier 1814 à Rome près de la Piazza Venezia. Un dimanche, une averse empêche Hélène d'aller dans l'église Santa Maria del Pianto (it), elle se rend donc à l'église San Carlo ai Catinari dirigée par les pères barnabites. Elle se dirige vers un confessionnal où se trouve le Père Thomas Manini, un barnabite. Étant un directeur spirituel expérimenté, il perçoit les qualités spirituelles et la passion d'Hélène pour l'enseignement. Il lui demande de s'offrir pour prendre soin des nombreux enfants des rues. Hélène ressent l'appel de Dieu.
Le Père Thomas Manini trouve deux autres jeunes femmes pieuses désireuses de partager son idéal et obtient la permission de Giacinto Placido Zurla, cardinal-vicaire du pape Grégoire XVI. Il rédige une ébauche de règlement et loue un modeste appartement très proche de l'église de San Carlo ai Catinari. Le samedi 8 septembre 1832, jour de la Nativité de Marie, les trois jeunes femmes reçoivent l'habit religieux des mains du Père Manini ; Hélène ajoute le nom de Marie à son prénom. Les sœurs retirent les enfants des rues de Rome en ouvrant une école entièrement gratuite.
Le pape Pie IX lui confie en 1856 la réforme du conservatoire de l'Immaculée Conception du Trastevere qui accueille les filles orphelines du choléra en 1854 ; puis en 1863, on lui demande de prendre la direction de la pieuse maison de la charité fondée après le choléra de 1837 par saint Vincent Pallotti. Après treize ans, elle retourne dans son institut, où elle voit la première maison des sœurs détruite par le plan de la ville ; Elle s'installe donc à Testaccio, un quartier sans aucune assistance religieuse et morale ; les sœurs réussissent progressivement à le transformer avec diverses œuvres caritatives et d'assistance : écoles, repas pour les pauvres, crèche.
Mère Bettini demande à plusieurs reprises d'être remplacée dans son poste de supérieure. Lorsque cela arrive en 1892, elle se dédie plus particulièrement à la prière et décède le 21 décembre 1894. Son corps repose dans la chapelle de la maison mère à Testaccio. La cause de sa béatification est introduite le 27 juillet 1951 ; elle est reconnue vénérable le 15 décembre 1994 par Jean-Paul II.